# Omer Beriziky
Jean Omer Beriziky (ur. 9 września 1950 w Antsirabe Nord) – madagaskarski polityk, były ambasador przy UE, premier Madagaskaru od 2 listopada 2011 do 16 kwietnia 2014. 

## Życiorys
Omer Beriziky urodził się w 1950 w Antsirabe Nord w prowincji Antisarana. Edukację rozpoczął w publicznej szkole podstawowej w rodzinnej miejscowości, następnie kształcił się w szkole średniej w Sambavie. Ukończył historię na Université de Madagascar.
W 1995 prezydent Albert Zafy mianował go ambasadorem przy Unii Europejskiej oraz ambasadorem w Belgii z siedzibą w Brukseli. Funkcję tę pełnił przez jedenaście i pół roku, do 2006. Został również wykładowcą na Uniwersytecie w Toamasinie. 
Wszedł w skład partii LEADER-Fanilo (Libéralisme Économique et Action Démocratique pour la Reconstruction Nationale), będącej częścią większej Unii Demokratów i Republikanów na rzecz Zmian (Union des Démocrates et des Républicains pour le Changement, UDR-C), wspierającej działania prezydenta Andry'ego Rajoeliny po przejęciu przez niego władzy w kraju w 2009. 
28 października 2011 prezydent Rajoelina mianował go nowym szefem rządu. Jego nominacja była wynikiem porozumienia podpisanego 17 września 2011 przez główne siły polityczne. Miało ono na celu zakończenie trwającego kryzysu poprzez powołanie wspólnego rządu jedności narodowej przed 17 listopada 2011 i organizację wyborów parlamentarnych i prezydenckich w ciągu roku. Kandydaturę Beriziky'ego zgłosił obóz byłego prezydenta Zafy'ego. 2 listopada 2011 został zaprzysiężony na stanowisku. Urząd sprawował do 16 kwietnia 2014 roku.
Omer Beriziky jest żonaty, ma troje dzieci.